# Danh sách tập phim Thanh gươm diệt quỷ

Bìa blu-ray vol 1 với hình ảnh nhân vật chính Kamado Tanjiro.

Anime Kimetsu no Yaiba được dựa trên manga cùng tên của họa sĩ Gotōge Koyoharu. Series anime truyền hình được chuyển thể bởi hãng Ufotable và được thông báo lần đầu trên tạp chí Weekly Shōnen Jump vào ngày 4 tháng 6 năm 2018. Bộ phim bắt đầu phát sóng từ 6 tháng 4 đến 28 tháng 9 năm 2019 trên Tokyo MX, GTV, GYT, BS11 và một số kênh khác. Sotozaki Haruo là đạo diễn với phần kịch bản do đội ngũ nhân viên Ufotable phụ trách. Kajiura Yuki và Shiina Go soạn nhạc và Matsushima Akira thiết kế nhân vật. Còn Kondo Hikaru là nhà sản xuất. LiSA đảm nhiệm việc trình bày ca khúc mở đầu "Gurenge" (紅蓮華), ca khúc kết thúc là "From the edge" được FictionJunction song ca với LiSA. Ca khúc chủ đề kết thúc ở tập 19 là bài "Kamado Tanjirō no Uta" (竈門炭治郎のうた) do Shiina Go trình bày cùng Nakagawa Nami. Aniplex of America thông báo rằng họ có bản quyền bộ phim, và đang phát trực tuyến trên Crunchyroll, Hulu và FunimationNow. AnimeLab mang bộ phim đến Úc và New Zealand. Có tổng cộng 26 tập trong series và được chuyển thể từ chương 1 đến 7 tập 1 của manga.
Trước khi phát sóng trên truyền hình, năm tập đầu tiên được trình chiếu rạp tại Nhật Bản trong hai tuần từ ngày 29 tháng 3 năm 2019 dưới tựa Kimetsu no Yaiba: Kyōdai no Kizuna (鬼滅の刃 兄妹の絆 Kimetsu no Yaiba: Kyōdai no Kizuna). Aniplex of America cũng trình chiếu bộ phim tại rạp Aratani ở Los Angeles vào ngày 31 tháng 3 năm 2019. Madman Entertainment và AnimeLab chọn lọc chiếu vài rạp ở Úc vào ngày 2 tháng 4 năm 2019.
Vào tháng 7 năm 2019, bản lồng tiếng Anh bộ phim được thông báo sẽ được phát sóng vào khung Toonami của Adult Swim. Tập đầu tiên phát sóng vào ngày 12 tháng 10 năm 2019.  Tại Việt Nam, phim được phát hành trên Netflix và ứng dụng POPS.
Ở phần phim điện ảnh tiếp nối mang tên Thanh gươm diệt quỷ: Chuyến tàu vô tận, ra mắt vào 16 tháng 10, 2020 với sự trở lại của đội ngũ nhân viên phần trước đó. 
Về mùa 2 chương "Phố đèn đỏ" (hay còn gọi là "Kỷ Viện Trấn") được công bố vào ngày 14 tháng 2, 2021 cùng với sự trở lại của dàn nhân sự mùa 1 và phim điện ảnh.  Một lần nữa series được đạo diễn bởi Sotozaki Haruo với thiết kế nhân vật là Matsushima Akira và anime sản xuất bởi Ufotable. Vào tháng 9 năm 2021, mùa 2 được thông báo sẽ ra mắt trong cả hai mùa: thu và đông. Vào 25 tháng 9, cùng với việc Fuji TV phát sóng phim "Chuyến tàu vô tận", thì đã có thêm thông báo về việc chương "Phố Đèn Đỏ" dự kiến ra mắt vào 5 tháng 12 và sẽ có phiên bản truyền hình dành cho "Chuyến tàu vô tận" vào 10 tháng 10, 2021.

## Tổng qua
| Mùa | Mùa | Số tập | Số tập              | Phát sóng gốc        | Phát sóng gốc        |
| Mùa | Mùa | Số tập | Số tập              | Phát sóng lần đầu    | Phát sóng lần cuối   |
| --- | --- | ------ | ------------------- | -------------------- | -------------------- |
|     | 1   | 26     | 26                  | 6 tháng 4 năm 2019   | 28 tháng 9 năm 2019  |
|     | 2   | 18     | 7                   | 10 tháng 10 năm 2021 | 28 tháng 11 năm 2021 |
| 11  | 2   | 18     | 5 tháng 12 năm 2021 | 14 tháng 2 năm 2022  |                      |

## Danh sách tập

### Mùa 1
| # | Tên tập phim                                                                                                   | Ngày phát sóng gốc  |
| --- | --- | ------------------- |
| 1 | "Tàn khốc" "Zankoku" ( 残酷)                                                                                   | 6 tháng 4 năm 2019  |
| Tanjiro Kamado là một cậu bé sống hạnh phúc với gia đình cho đến một ngày cậu về nhà và thấy mẹ và anh chị em của mình bị tàn sát, ngoại trừ em gái Nezuko, nhưng đã bị biến thành quỷ. Giyū Tomioka, một thợ săn quỷ, đến và cố gắng chặt đầu Nezuko, nhưng Tanjiro bảo vệ cô và hứa sẽ biến cô trở lại thành người. Giyū cuối cùng quyết định để hai anh em đi sau khi bị ấn tượng bởi sự nhanh trí của Tanjiro và ý chí mạnh mẽ của Nezuko để bảo vệ anh trai cô mặc dù đã bị biến đổi, anh gửi họ đến gặp một người đàn ông tên Sakonji Urokodaki trên ngọn núi Sagiri và cảnh báo Tanjiro giữ em gái của mình ra khỏi ánh mặt trời. Hai anh em chôn cất các thành viên trong gia đình của mình và ra đi tay trong tay... | |                     |
| 2 | "Người thầy Urokodaki Sakonji" "Iku-shu Urokodaki Sakonji" (育手・鱗滝左近次)                                  | 13 tháng 4 năm 2019 |
| Tanjiro tiếp tục lên đường tới Ngọn núi Sagiri, mang Nezuko trong một chiếc giỏ rơm trên lưng vào ban ngày. Trên đường đi, họ bị tấn công bởi một con quỷ khác. Sakonji Urokodaki sau đó xuất hiện và ra lệnh cho Tanjiro giết nó, nhưng cậu lưỡng lự cho đến khi bình minh, ánh sáng mặt trời thiêu rụi con quỷ thành tro bụi. Mặc dù lo lắng rằng lòng tốt và sự quyết tâm yếu đuối của Tanjiro có thể khiến cậu ta khó lòng chống lại lũ quỷ, Urokodaki đưa anh ta và Nezuko đến Ngọn núi Sagiri, nơi ông để Nezuko đang ngủ trong cabin của mình và đưa Tanjiro lên đỉnh núi, yêu cầu cậu trở về vào lúc bình minh, như một thử nghiệm để xem cậu có đủ sức khỏe để trở thành một thợ săn quỷ hay không. Đấu tranh chống lại các cạm bẫy, cùng với không khí mỏng manh của ngọn núi, Tanjiro cố gắng sử dụng khứu giác nhạy bén của mình để phát hiện mùi hương của bẫy và Né hết chúng, cho phép cậu ta quay trở lại đúng lúc bình minh. Urokodaki nhớ lại một lá thư được gửi bởi Giyū yêu cầu anh ta đào tạo cậu, và ông chấp nhận Tanjiro làm đệ tử của mình. | |                     |
| 3 | "Sabito và Makomo" "Sabito to Makomo" ( 錆兎と真菰)                                                            | 20 tháng 4 năm 2019 |
| Trong 6 tháng tiếp theo, Tanjiro tập luyện cùng Urokodaki, cải thiện hình thể và học cách sử dụng một kỹ thuật thở đặc biệt Hơi thở tập trung tuyệt đối, để tăng tốc sức chịu đựng và tốc độ của anh. Một ngày nọ, Urokodaki nói với cậu rằng nếu Tanjiro có thể chém một tảng đá bằng thanh kiếm của mình, ông ta sẽ cho cậu vào Cuộc Lựa chọn cuối cùng - một bài kiểm tra sinh tồn do Quân đoàn Sát thủ quỷ quyết định sẽ xác định ai có thể trở thành thợ săn quỷ. Tanjiro cố gắng trong 6 tháng tiếp theo, mỗi lần đều thất bại, trong khi Nezuko tiếp tục ngủ. Lo lắng về Nezuko và những thất bại liên tục của cậu đã đẩy Tanjiro đến bờ vực từ bỏ, cho đến khi cậu gặp hai đứa trẻ với mặt nạ cáo, Sabito và Makomo. Sabito ban đầu đánh bật Tanjiro ra, khiển trách cậu vì cơ thể cậu không ăn sâu vào các động tác của Urokodaki, để giúp anh ta luyện tập bằng cách đánh nhau; trong khi Makomo dạy và rèn luyện các kỹ năng của Tanjiro một cách kiên nhẫn mỗi khi cậu thức dậy. Makomo tiết lộ rằng hai người họ là trẻ mồ côi được nuôi dưỡng bởi Urokodaki. Sau 6 tháng nữa, lưỡi kiếm của Tanjiro cuối cùng cũng chạm tới Sabito trong một trận đấu, cắt mặt nạ của anh ta thành hai. Hai người nở một nụ cười và tan biến. Tanjiro nhận ra rằng thanh kiếm của mình, thứ mà cậu nghĩ là đã cắt xuyên qua mặt nạ của Sabito, đã thực sự cắt đôi tảng đá thành hai. | |                     |
| 4 | "Bài thi cuối cùng" "Saishū Senbetsu" (最終選別)                                                               | 27 tháng 4 năm 2019 |
| Hai năm đã trôi qua kể từ khi Nezuko biến thành quỷ và Tanjiro bắt đầu đến cuộc Lựa chọn cuối cùng. Trước khi rời đi, Urokodaki cảnh báo anh ta rằng sức mạnh của một con quỷ tương đương với số người mà nó đã ăn, tặng anh ta một chiếc mặt nạ cáo với một câu thần chú bảo vệ. Tanjiro đến ngọn núi Fujikasane, nơi hoa tử đằng nở quanh năm, tạo ra một nhà tù dành cho quỷ. Tanjiro được hướng dẫn rằng để vượt qua bài kiểm tra, các ứng viên phải sống sót ở đó trong 7 ngày. Trong đêm đầu tiên của mình, Tanjiro sử dụng sự huấn luyện của mình để đánh bại tất cả những con quỷ mà cậu gặp phải, cho đến khi cậu và một người ứng viên khác đối mặt với một con quỷ khổng lồ biến hình từ bàn tay ghê rợn. Quỷ bàn tay hứa sẽ giết chết cậu khi nhận ra Tanjiro là học trò của Urokodaki từ mặt nạ cáo của ông ta, và vui vẻ thú nhận giết chết 13 học sinh của Urokodaki kể từ khi nó bị bắt bởi chính ông Urokodaki, những học trò mà con quỷ đó đã giết bao gồm cả Sabito và Makomo. Tanjiro tấn công nó trong một cơn thịnh nộ. Quay trở lại tảng đá, hồn ma của Sabito và Makomo tự hỏi liệu Tanjiro có thể đánh bại kẻ đã giết hai người họ, mà ngày xưa họ đã thất bại trong việc cắt cổ nó. Sabito nhớ lại rằng Tanjiro đã cắt xuyên qua tảng đá cứng nhất trong số chúng và tin tưởng cậu. Bằng cách tung một loạt các chiêu tấn công, Tanjiro đã chặt đầu con quỷ thành công. | |                     |
| 5 | "Thép của ta" "Onore no Hagane" (己の鋼)                                                                       | 4 tháng 5 năm 2019  |
| Cơ thể của con quỷ tan rã và linh hồn của những học sinh của Urokodaki mà nó đã giết Đi về thế giới bên kia. Khi con quỷ chết, nó nhớ lại khi nó bị biến thành quỷ khi còn là một cậu bé và ngay cả sau khi biến hình, nó vẫn luôn khao khát được nắm một bàn tay ấm áp, đặc biệt là của anh trai mình. Tanjiro ngửi thấy nỗi buồn từ cơ thể của nó và nắm tay nó, khiến con quỷ khóc. Trong tuần tiếp theo, Tanjiro tiếp tục chiến đấu với lũ quỷ trên núi, yêu cầu chúng cho một phương pháp để biến một con quỷ thành người một lần nữa, mặc dù không có câu trả lời. Tanjiro và ba người khác cuối cùng đã vượt qua kỳ thi, tất cả đều được chỉ định thấp nhất trong số 10 cấp bậc. Cậu là một Mizunoto, cũng như cậu có một con quạ Kasugai để giúp đỡ trong giao tiếp. Họ cũng được cho mặc đồng phục và được phép chọn quặng mà từ đó thanh kiếm cá nhân của họ sẽ được tạo ra. Tanjiro trở về cabin và đoàn tụ với Nezuko, người đã thức dậy từ giấc ngủ dài một năm rưỡi của mình. Urokodaki suy luận rằng Nezuko đang bù đắp cho việc không ăn thịt người bằng cách ngủ để khôi phục sức mạnh. 15 ngày sau, thanh kiếm của Tanjiro được giao bởi Haganezuka, một người rèn kiếm. Lưỡi kiếm Nichirin thường thay đổi màu sắc tùy thuộc vào người sử dụng, của Tanjiro chuyển sang màu đen, một màu hiếm mà các mê tín cho là không may mắn. Con quạ Kasugai của Tanjiro thông báo tiến hành nhiệm vụ đầu tiên của mình: đi đến một thị trấn ở phía tây bắc, nơi các cô gái trẻ đã biến mất hàng đêm và giết chết con quỷ chóp bu.                                                                                     | |                     |
| 6 | "Kiếm sĩ đồng hành cùng với quỷ" "Oni o Tsureta Kenshi" (鬼を連れた剣士)                                       | 11 tháng 5 năm 2019 |
| Đặt Nezuko vào chiếc hộp cậu mang trên lưng, Tanjiro đi cùng cô đến thị trấn nơi các cô gái trẻ đang tan biến vào ban đêm. Ở đó anh gặp Kazumi, vị hôn thê Satoko của anh đã biến mất đêm hôm trước. Kazumi đưa cậu đến nơi mà bạn gái anh được tìm thấy lần cuối và Tanjiro bắt đầu theo dõi mùi hương của con quỷ. Kazumi nhớ lại lúc anh ta bị cha mẹ của Satoko đánh đập, hai người không tin Satoko đơn giản là biến mất và cho rằng anh ta đã làm gì đó với cô, khi anh nhận ra rằng Tanjiro là một thành viên của Quân đoàn sát thủ quỷ, anh cung cấp thông tin cho cậu. Màn đêm buông xuống khi Tanjiro tiếp tục theo dõi con quỷ. Một cô gái trẻ khác bị bắt cóc từ giường của mình, mà Tanjiro nhận thấy, suy luận rằng con quỷ di chuyển dưới lòng đất trong một môi trường lỏng. Tanjiro và Nezuko cùng nhau chiến đấu chống lại yêu quái, chúng đã biến thành ba thực thể riêng biệt và có khả năng "Huyết Quỷ Thuật" - những thuật đặc biệt mà quỷ có thể sử dụng khi chúng có đủ sức mạnh. Tanjiro nhớ lại Urokodaki nói cho cậu ta về tổ tiên ngàn năm của tất cả các yêu ma, cũng như người duy nhất có thể biến con người thành ác quỷ: Muzan Kibutsuji. | |                     |
| 7 | "Kibutsuji Muzan" (鬼舞辻 無惨)                                                                                | 18 tháng 5 năm 2019 |
| Tanjiro đi vào đầm lầy của quỷ để chiến đấu với hai con quỷ phân thân kia, trong khi Nezuko bảo vệ Kazumi và cô gái loài người khỏi con quỷ này. Mặc dù không khí loãng và đầm lầy tối, Hơi thở của cậu thể hiện sức mạnh thực sự của mình khi ở dưới nước, cho phép cậu tạo ra một xoáy nước làm lộ và giết hai con quỷ và nhanh chóng quay trở lại bề mặt. Hai anh em đối đầu với con quỷ cuối cùng, nó đã bị thương nặng, và Tanjiro yêu cầu nó nói với cậu về Muzan, khiến con quỷ trở nên hoàn toàn kinh hoàng, khiến Tanjiro rất ngạc nhiên. Nezuko ngủ thiếp đi sau trận chiến và trở về hộp của mình trong khi Tanjiro an ủi Kazumi bị mất hôn thê và trả lại dải băng tóc của Satoko mà anh tìm thấy trong đầm lầy. Lúc đầu Kazumi rất đau buồn, nhưng sau khi nhận ra Tanjiro đã trải qua điều gì đó tương tự, anh xin lỗi. Tanjiro hành trình đến Asakusa theo chỉ đường của con quạ Kasugai của anh ta, và Phát hiện ra Muzan sống ở nơi đây và ngụy trang như cha của một gia đình con người. Tanjiro đi theo hắn bằng cách đi theo mùi hương của Muzan. Muzan, nhận ra rằng Tanjiro đến từ Quân đoàn sát thủ quỷ, tình cờ cắt cổ một người qua đường, biến anh ta thành một con quỷ. | |                     |
| 8 | "Mùi hương của Huyết Mê Hoặc" "Genwaku no Chi no Kaori" (幻惑の血の香り)                                       | 25 tháng 5 năm 2019 |
| Con quỷ mới trở nên hung hăng, buộc Tanjiro phải đánh lại nó và Muzan có cơ hội trốn thoát, mặc dù không phải trước khi hắn nghe thấy Tanjiro thề sẽ tìm lại mình. Cảnh sát đến và cố gắng kéo Tanjiro ra, nhưng cậu được một con quỷ gần đó là Tamayo và bạn đồng hành của cô là Yushiro giúp đỡ. Trong khi cô là một con quỷ, Tamayo cũng là một bác sĩ và do đó tin vào sự tôn nghiêm của cuộc sống con người. Cô cho hai anh em lánh nạn trong nhà, che giấu khỏi đôi mắt tò mò của Huyết quỷ thuật của Yushiro và giải thích làm thế nào mà mọi con quỷ đều chứa máu của Muzan, nơi ở và chuyển động của chúng có thể bị hắn theo dõi: cô có nên đề cập đến vấn đề hắn không bị phá hủy - đây được gọi là "lời nguyền Kibutsuji". Tamayo tiết lộ rằng sau 200 năm không ngừng nghiên cứu, cuối cùng cô cũng tìm cách hóa giải lời nguyền của Kibutsuji và học được khả năng biến con người thành ác quỷ, mặc dù quy trình này chỉ được thực hiện trên những bệnh nhân sắp chết và chọn chỉ có thể chọn cách biến thành quỷ để tồn tại, Yushiro là một thành quả thí nghiệm của cô. Cô cũng đã điều chỉnh cơ thể của mình và Yushiro để chúng có thể sống sót nhờ một lượng nhỏ máu người, được mua dưới dạng truyền máu. Tanjiro đồng ý hợp tác với Tamayo để phát triển phương pháp chữa trị cho Nezuko, hứa sẽ cho cô ấy nghiên cứu máu của em gái mình và mang máu từ những con quỷ mạnh mẽ liên quan chặt chẽ đến Muzan để nghiên cứu. Trong khi đó, Muzan gửi hai con quỷ khác đến, Susamaru với những quả bóng temari và Yahaba với đôi mắt có mũi tên trên con ngươi và trên lòng bàn tay, để tìm và giết Tanjiro. | |                     |
| 9 | "Quỷ cầu và quỷ mũi tên" "Temari Oni to Yajirushi Oni" (手毬鬼と矢印鬼)                                        | 1 tháng 6 năm 2019  |
| Susamaru phá hủy Huyết Quỷ Thuật của Yushiro và sử dụng temari của mình để đập nhà, nói dối rằng ả và Yahaba là thành viên của Thập nhị Quỷ Nguyệt, những vị tướng mạnh mẽ phục vụ trực tiếp dưới Muzan. Tanjiro đấu tranh để tránh tất cả temari của ả, nó bay theo những hướng không thể và khó bị chém, cho đến khi Yushiro giúp cậu nhìn thấy những mũi tên mà Yahaba đang sử dụng để điều khiển temari của Susamaru. Mặc dù Nezuko tấn công Yahaba, hai anh em buộc phải thay đổi đối thủ, với Yushiro tham gia để chiến đấu với Susamaru bằng cách sử dụng Huyết Quỷ Thuật của mình. Lúc đầu, Yahaba áp đảo Tanjiro bằng cách thay đổi quỹ đạo của cậu khi cậu cố gắng lại gần, và chân của Nezuko bị cắt bởi một temari. Tuy nhiên, Tanjiro nhớ lại quá trình luyện tập của mình và mặc dù mệt mỏi, cậu đã tung ra một kết hợp của các động tác để chống lại các mũi tên, xoay xở để chặt đầu Yahaba. | |                     |
| 10 | "Mãi mãi có nhau" "Zutto Isshoni iru" (ずっと一緒にいる)                                                       | 8 tháng 6 năm 2019  |
| Khi Yahaba tan rã, hắn tiếp tục tấn công Tanjiro, quyết tâm giết cậu cho đến khi hắn chết, buộc Tanjiro phải giải phóng lực sau khi di chuyển để giảm bớt tác động, khiến Tanjiro hoàn toàn kiệt sức. Nhờ một loại huyết thanh chữa bệnh do Tamayo tiêm, Nezuko có thể tham gia vào cuộc chiến chống lại Susamaru và ý chí mạnh mẽ của cô sẽ tăng cường sức mạnh của cô, cho đến khi cô có thể đá temari trở lại mà không bị thương. Tamayo sau đó sử dụng Huyết quỷ thuật của mình để hạ thấp sự cảnh giác của Susamaru thông qua mùi máu của cô, khiến cho Susamaru vô tình kích hoạt lời nguyền Kibutsuji bằng cách nói tên của hắn, khi đó ả bị giết trong sự đau đớn khủng khiếp. Sau trận chiến, Tamayo lưu ý rằng hai con quỷ quá yếu để trở thành thành viên của Thập nhị quỷ nguyệt, vì các thành viên của thập nhị quỷ nguyệt có số được khắc trên nhãn cầu, tuy nhiên cô vẫn lấy một ít máu của Susamaru. Khi bình minh lên, Tanjiro trả lại temari của Susamaru cho ả trước khi ả tan rã dưới ánh sáng mặt trời. Mặc dù Urokodaki đã bỏ bùa Nezuko để khiến cô coi con người là gia đình và ác quỷ như kẻ thù, Nezuko coi Tamayo và Yushiro là con người phải được bảo vệ, khiến Tamayo khóc vì biết ơn. Hai anh em đã sớm lên đường về phía đông nam trong nhiệm vụ tiếp theo của họ, và Tanjiro thấy một trong những người đã hoàn thành Cuộc lựa chọn cuối cùng với cậu, Zenitsu Agatsuma, đau khổ cầu xin một người phụ nữ kết hôn với cậu trên đường. | |                     |
| 11 | "Dinh thự trống" "Tsuzumi Oyashiki" (鼓お屋敷)                                                                 | 15 tháng 6 năm 2019 |
| 12 | "Heo rừng cuồng nộ, Zenitsu ngủ ngáy" "Inoshishi wa Kiba o Muki, Zenitsu wa Nemuru" (猪は牙を剥き、善逸は眠る) | 22 tháng 6 năm 2019 |
| 13 | "Điều quan trọng hơn cả tính mạng" "Inochi Yori Daijinamono" (命より大事なもの)                                | 29 tháng 6 năm 2019 |
| 14 | "Ngôi nhà với dấu ấn Hoa Tử Đằng" "Fuji no Hana no Kamon no Ie" (藤の花の家紋の家)                             | 6 tháng 7 năm 2019  |
| 15 | "Núi Natagumo" "Natagumo-zan" (那多蜘蛛山)                                                                     | 13 tháng 7 năm 2019 |
| 16 | "Để người khác dẫn đầu" "Jibunde Wanai Dareka o Mae e" (自分ではない誰かを前へ)                                | 20 tháng 7 năm 2019 |
| 17 | "Cậu phải thuần phục một thứ" "Hitotsu no Koto Kiwame ke" (一つのこと極めけ)                                   | 27 tháng 7 năm 2019 |
| 18 | "Mối liên kết giả dối" "Nisemono no Kizuna" (偽物の絆)                                                         | 3 tháng 8 năm 2019  |
| 19 | "Hỏa thần" "Hinokami" (ヒノカミ)                                                                               | 10 tháng 8 năm 2019 |
| 20 | "Gia đình giả tạo" "Yose Atsume no Kazoku" (寄せ集めの家族)                                                    | 17 tháng 8 năm 2019 |
| 21 | "Chống lại luật của hội" "Tairitsu Ihan" (隊律違反)                                                            | 24 tháng 8 năm 2019 |
| 22 | "Chúa công?" "Oyakata-sama" (お館様)                                                                           | 31 tháng 8 năm 2019 |
| 23 | "Hội nghị Trụ cột" "Chūgō Kaigi" (柱合会議)                                                                    | 7 tháng 9 năm 2019  |
| 24 | "Huấn luyện phục hồi cơ năng" "Kinō Kaifuku Kunren" (機能回復訓練)                                             | 14 tháng 9 năm 2019 |
| 25 | "Kế tử, Tsuyuri Kanao" "Tsuguko Tsuyuri Kanao" (継ぐ子 栗花落カナヲ)                                           | 21 tháng 9 năm 2019 |
| 26 | "Nhiệm vụ mới" "Atanaru Ninmu" (新なる任務)                                                                    | 28 tháng 9 năm 2019 |

### Mùa 2
| '  |                                                                            |                      |
| 27 | "Viêm trụ Rengoku Kyōjurō" "En Bashira Rengoku Kyōjurō" (炎柱・煉󠄁獄杏寿郎) | 10 tháng 10 năm 2021 |
| 28 | "Giấc ngủ sâu" "Fukai Nemuri" (深い眠り)                                   | 17 tháng 10 năm 2021 |
| 29 | "Nếu là thật" "Hontō nara" (本当なら)                                      | 24 tháng 10 năm 2021 |
| 30 | "Sỉ nhục" "Bujoku" (侮辱)                                                  | 7 tháng 11 năm 2021  |
| 31 | "Xông lên" "Mae e!" (前へ！)                                               | 14 tháng 11 năm 2021 |
| 32 | "Akaza" ( 猗窩座)                                                          | 21 tháng 11 năm 2021 |
| 33 | "Thắp lửa con tim" "Kokoro o Moyase" ( 心を燃やせ)                         | 28 tháng 11 năm 2021 |
| '  |                                                                            |                      |
| 34 | "Âm trụ Uzui Tengen" "On Bashira Uzui Tengen" (音柱・宇髄天元)             | 5 tháng 12 năm 2021  |
| 35 | "Thâm nhập chốn lầu xanh" "Yūkaku Sennyū" (遊郭潜入)                       | 12 tháng 12 năm 2021 |
| 36 | "Kẻ nào?" "Nanimono?" (何者？)                                             | 19 tháng 12 năm 2021 |
| 37 | "Đêm nay" "Kon'ya" (今夜)                                                  | 26 tháng 12 năm 2021 |
| 38 | "Trận tiếng công hào nhoáng" "Dohade ni Iku ze!!" (ド派手に行くぜ‼)        | 2 tháng 1 năm 2022   |
| 39 | "Ký ức chất chồng" "Kasanaru Kioku" (重なる記憶)                           | 9 tháng 1 năm 2022   |
| 40 | "Henbō" (変貌)                                                             | 16 tháng 1 năm 2022  |

### Mùa 3: Làng rèn kiếm (2023)
| TT. tổng thể | TT. trong mùa phim | Tiêu đề | Đạo diễn                                                     | Kịch bản                       | Ngày phát hành gốc  | Xếp hạng người xem |
| ------------ | ------------------ | --- | ------------------------------------------------------------ | ------------------------------ | ------------------- | ------------------ |
| 45           | 1                  | "Giấc mơ về ai đó" Chuyển ngữ: "Dareka no Yume" (tiếng Nhật: 誰かの夢)                                                                                        | Shinya Shimomura Takashi Suhara                              | Takashi Suhara Yūichi Terao    | 9 tháng 4 năm 2023  | 9.1%               |
| 46           | 2                  | "Yoriichi mẫu số không" Chuyển ngữ: "Yoriichi Zeroshiki" (tiếng Nhật: 縁壱零式)                                                                               | Akihiko Uda                                                  | Kei Tsunematsu                 | 16 tháng 4 năm 2023 | 7.6%               |
| 47           | 3                  | "Thanh kiếm 300 năm trước" Chuyển ngữ: "Sanbyaku-nen Ijō Mae no Katana" (tiếng Nhật: 300年以上前の刀)                                                         | Nakazawa Ken                                                 | Hosokawa Hideki                | 23 tháng 4 năm 2023 | 6.4%               |
| 48           | 4                  | "Cảm ơn Tokito" Chuyển ngữ: "Tokitō-kun Arigatō" (tiếng Nhật: 時透君ありがとう)                                                                               | Hosokawa Hideki                                              | Hosokawa Hideki                | 30 tháng 4 năm 2023 | 7.0%               |
| 49           | 5                  | "Xích nộ kiếm" Chuyển ngữ: "Kakutō" (tiếng Nhật: 赫刀) | Nonaka Takuya                                                | Nonaka Takuya                  | 7 tháng 5 năm 2023  | 7.2%               |
| 50           | 6                  | "Chẳng phải cậu sẽ trở thành Trụ Cột sao?" Chuyển ngữ: "Hashira ni Narun ja Nai no ka!" (tiếng Nhật: 柱になるんじゃないのか！)                                | Harada Seiji                                                 | Tsunematsu Kei                 | 14 tháng 5 năm 2023 | 7.6%               |
| 51           | 7                  | "Kẻ phản diện khủng khiếp" Chuyển ngữ: "Gokuakunin" (tiếng Nhật: 極悪人)                                                                                      | Hosokawa Hideki                                              | Miura Yō                       | 21 tháng 5 năm 2023 | 7.0%               |
| 52           | 8                  | "Mu trong Muichiro" Chuyển ngữ: "Muichirō no Mu" (tiếng Nhật: 無一郎の無)                                                                                     | Minamino Jun'ichi                                            | Shirai Toshiyuki               | 28 tháng 5 năm 2023 | 7.0%               |
| 53           | 9                  | "Hà trụ Tokito Muichiro" Chuyển ngữ: "Kasumi Bashira Tokitō Muichirō" (tiếng Nhật: 霞柱・時透無一郎)                                                          | Uda Akihiko                                                  | Miura Yō                       | 4 tháng 6 năm 2023  | 7.3%               |
| 54           | 10                 | "Luyến trụ Kanroji Mitsuri" Chuyển ngữ: "Koi Bashira Kanroji Mitsuri" (tiếng Nhật: 恋柱・甘露寺蜜璃)                                                          | Shimizu Yūji                                                 | Shimizu Yūji                   | 11 tháng 6 năm 2023 | 7.6%               |
| 55           | 11                 | "Mối liên kết gắn bó: Bình minh thức giấc và rạng đông ló rạng" Chuyển ngữ: "Tsunaida Kizuna Kawataredoki Asaborake" (tiếng Nhật: 繋いだ絆 彼は誰時 朝ぼらけ) | Nakazawa Ken, Harada Seiji, Suhara Takashi, Minamino Junichi | Sotozaki Haruo, Suhara Takashi | 18 tháng 6 năm 2023 | 7.6%               |

### Mùa 4: Đại trụ Đặc huấn (2024)
| TT. tổng thể | TT. trong mùa phim | Tiêu đề | Đạo diễn                                    | Biên kịch                        | Ngày phát hành gốc  | Xếp hạng người xem | Nguồn  |
| ------------ | ------------------ | --- | ------------------------------------------- | -------------------------------- | ------------------- | ------------------ | ------ |
| 56           | 1                  | "Vì mục tiêu đánh bại Kibutsuji Muzan" Chuyển ngữ: "Kibutsuji Muzan o Taosu Tame ni" (tiếng Nhật: 鬼舞辻󠄀無惨を倒すために)                              | Shimomura Shin'ya Suhara Takashi            | Shimomura Shin'ya Suhara Takashi | 12 tháng 5 năm 2024 | 6.9%               | [ 26 ] |
| 57           | 2                  | "Nỗi đau của Thủy Trụ Tomioka Giyū" Chuyển ngữ: "Mizu Bashira・Tomioka Giyū no Itami" (tiếng Nhật: 水柱・冨岡義勇の痛み)                               | Shimizu Yūji                                | Shimizu Yūji                     | 19 tháng 5 năm 2024 | 6.1%               | [ 27 ] |
| 58           | 3                  | "Kamado Tanjiro bình phục!! Chính thức tham gia đặc huấn" Chuyển ngữ: "Tanjirō Zenkai‼ Bashira Keiko Dai Sanka" (tiếng Nhật: 炭治郎全快‼ 柱稽古大参加) | Takashi Mamekuza                            | Yō Miura                         | 26 tháng 5 năm 2024 | 6.3%               | [ 28 ] |
| 59           | 4                  | "Để có thể mỉm cười" Chuyển ngữ: "Egao ni Nareru" (tiếng Nhật: 笑顔になれる)                                                                           | Harada Seiji                                | Sotozaki Haruo                   | 2 tháng 6 năm 2024  | 6.7%               | [ 29 ] |
| 60           | 5                  | "Ăn thịt cả quỷ..." Chuyển ngữ: "Oni o Kutte Made..." (tiếng Nhật: 鬼を喰ってまで…)                                                                    | Hosokawa Hideki                             | Hosokawa Hideki & Sotozaki Haruo | 9 tháng 6 năm 2024  | 5.8%               | [ 30 ] |
| 61           | 6                  | "Mạnh nhất Quân đoàn Diệt Quỷ" Chuyển ngữ: "Kisatsutai Saikyō" (tiếng Nhật: 鬼殺隊最強)                                                                | Nakazawa Ken                                | Nakazawa Ken                     | 16 tháng 6 năm 2024 | 6.4%               | [ 31 ] |
| 62           | 7                  | "Nham Trụ Himejima Gyōmei" Chuyển ngữ: "Iwa Bashira・Himejima Gyōmei" (tiếng Nhật: 岩柱・悲鳴嶼行冥)                                                   | Uda Akihiko                                 | Suhara Takashi                   | 23 tháng 6 năm 2024 | 5.5%               | [ 32 ] |
| 63           | 8                  | "Đại Trụ tập trung" Chuyển ngữ: "Bashira・Kesshū" (tiếng Nhật: 柱・結集)                                                                               | Shimizu Yūji, Harada Seiji & Sotozaki Haruo | Suhara Takashi & Miura Yō        | 30 tháng 6 năm 2024 | TBD                | [ 33 ] |

## Phát hành truyền thông tại gia
Xê-ri được phát hành tại Nhật Bản bởi Aniplex với 11 bộ đĩa Blu-ray và DVD bắt đầu từ 31 tháng 7, 2019, và chấm dứt vào 24 tháng 6, 2020. Bìa mỗi bộ đĩa được minh họa bởi thiết kế nhân vật xê-ri Matsushima Akira và phiên bản giới hạn còn có thêm CD tặng thưởng bên trong có những thước phim hoặc soundtrack gốc. Aniplex of America phát hành bộ đĩa Blu-ray phiên bản giới hạn đầu tiên ở Bắc Mĩ vào 30 tháng 6, 2020, và bộ đĩa thứ hai được phát hành vào ngày 24 tháng 11, 2020. Công ty này đã hợp tác với Funimation để cho ra mắt phiên bản chuẩn đĩa Blu-ray vào tháng 9 năm 2020 và tháng 1 năm 2021.

### Tiếng Nhật
| Vol.  | Vol.  | Tập                                                  | Minh họa bìa    | Đĩa tặng kèm          | Ngày phát hành      | Tham khảo |
| Mùa 1 | Mùa 1 | Mùa 1                                                | Mùa 1           | Mùa 1                 | Mùa 1               | Mùa 1     |
| ----- | ----- | ---------------------------------------------------- | --------------- | --------------------- | ------------------- | --------- |
|       | 1     | 1–2                                                  | Kamado Tanjiro  | Drama CD & Soundtrack | 31 tháng 7 năm 2019 | [ 34 ]    |
| 2     | 3–5   | Tomioka Giyū                                         | Soundtrack      | 28 tháng 8 năm 2019   | [ 37 ]              |           |
| 3     | 6–7   | Kamado Nezuko                                        | Drama CD        | 25 tháng 9 năm 2019   | [ 38 ]              |           |
| 4     | 8–10  | Kamado Tanjiro & Kibutsuji Muzan                     | Soundtrack      | 30 tháng 10 năm 2019  | [ 39 ]              |           |
| 5     | 11–12 | Agatsuma Zenitsu                                     | Drama CD        | 27 tháng 11 năm 2019  | [ 40 ]              |           |
| 6     | 13–14 | Hashibira Inosuke                                    | Soundtrack      | 25 tháng 12 năm 2019  | [ 41 ]              |           |
| 7     | 15–17 | Kamado Tanjiro, Agatsuma Zenitsu & Hashibira Inosuke | Drama CD        | 39 tháng 1 năm 2020   | [ 42 ]              |           |
| 8     | 18–19 | Kamado Tanjiro                                       | Soundtrack      | 26 tháng 2 năm 2020   | [ 43 ]              |           |
| 9     | 20–21 | Kamado Nezuko                                        | Soundtrack      | 25 tháng 3 năm 2020   | [ 44 ]              |           |
| 10    | 22–24 | Kochō Shinobu                                        | Drama CD        | 27 tháng 5 năm 2020   | [ 45 ]              |           |
| 11    | 25–26 | Kamado Tanjiro & Kamado Nezuko                       | Soundtrack      | 24 tháng 6 năm 2020   | [ 35 ]              |           |
| Mùa 2 |       |                                                      |                 |                       |                     |           |
|       | 1     | 1                                                    | Kyojuro Rengoku | Soundtrack            | 26 tháng 1 năm 2022 | [ 46 ]    |
| 2     | 2–7   | TBA                                                  | TBA             | 9 tháng 2 năm 2022    | [ 47 ]              |           |
| 3     | 8     | TBA                                                  | TBA             | 23 tháng 2 năm 2022   | [ 48 ]              |           |
| 4     | 9–10  | TBA                                                  | TBA             | 30 tháng 3 năm 2022   | [ 49 ]              |           |
| 5     | 11–12 | TBA                                                  | TBA             | 27 tháng 4 năm 2022   | [ 50 ]              |           |

### Tiếng Anh
| Vol. | Vol.  | Tập                  | Ngày phát hành      | Tham khảo |
| ---- | ----- | -------------------- | ------------------- | --------- |
|      | 1     | 1–13                 | 39 tháng 6 năm 2020 | [ 51 ]    |
| 2    | 14–26 | 14 tháng 11 năm 2020 | [ 52 ]              |           |

| Vol. | Vol.  | Tập                 | Ngày phát hành      | Tham khảo |
| ---- | ----- | ------------------- | ------------------- | --------- |
|      | 1     | 1–13                | 29 tháng 9 năm 2020 | [ 53 ]    |
| 2    | 14–26 | 19 tháng 1 năm 2021 | [ 54 ]              |           |